# 張弘德
張弘德（1582年—1643年），字德符，號印石，山東登州府萊陽縣人，明朝政治人物。

## 生平
張弘德在天啟四年（1624年）中舉人，次年（1625年）聯捷進士，獲授肅寧知縣，蝗災時立賞格鼓勵人民捕蝗，又開倉賑濟，救活數萬人；肅寧是魏忠賢故鄉，他故意疏遠不附和，因此沒有人議論他。之後他調任蠡縣知縣，養育當地士子，被評為拙守遷任嘉興府通判，他卻以祖母年紀老邁歸田終養；萊陽歉收，他拿出糧食供應人民，遠近都依賴他，有著《四書說貫》、《尚書說貫》及《尚書藝》流傳，到崇禎十六年（1643年）和與孺人丁氏一同去世，年六十二歲。
張弘德有二子，其中張允齡由恩貢任昌邑縣教諭。

## 家族
高祖张亮，贡生。曾祖张泽，贡生。祖张起凤，嘉靖二十七年貢生。起凤生三子：长子张必明，附學生，有声诸生间；次子张必强，服贾任侠。季子张必达，字仲诚，號孚庵，万历丁酉膺岁荐，辛丑授济南府学训导，转永和县教谕，無何，病脾泄而逝。必达子弘度，弘度次子张允捷，號仲白，登崇祯十年丁丑第，除榆次令，升刑部主事；弟张允抡，亦进士，授户部主事。